# Rhynchospora angustifolia
Rhynchospora angustifolia är en halvgräsart som beskrevs av Eduard Palla. Rhynchospora angustifolia ingår i släktet småag, och familjen halvgräs. Inga underarter finns listade i Catalogue of Life.